# Mohammed Abdul Hussein
Mohammed Abdul Hussein (tiếng Ả Rập: محمد عبد الحسين ) (sinh năm 1965) là một cựu cầu thủ bóng đá người Iraq chơi ở vị trí tiền đạo. Ông đã đoạt danh hiệu cầu thủ hay nhất ở Iraq Premier League trong mùa giải 1992-1993. Ông hiện đang làm huấn luyện viên của đội bóng trẻ Al-Mina'a 

## Danh hiệu

### Khi làm cầu thủ

#### Câu lạc bộ
| Câu lạc bộ   | Giải đấu                             | Danh hiệu |
| ------------ | ------------------------------------ | --------- |
| Al-Zawraa SC | Giải bóng đá ngoại hạng Iraq 1993-94 | Vô địch   |
| Al-Zawraa SC | Cúp FA Iraq 1994                     | Vô địch   |

#### Cá nhân
| Giải đấu                             | Danh hiệu             |
| ------------------------------------ | --------------------- |
| Tahrir Al-Faw Championship 1988      | Vua phá lưới (5 bàn)  |
| Giải bóng đá ngoại hạng Iraq 1992-93 | Cầu thủ xuất sắc nhất |

### Khi làm quản lý
| Câu lạc bộ   | Giải đấu                            | Danh hiệu |
| ------------ | ----------------------------------- | --------- |
| U19 Al-Minaa | Thế vận hội Paris 2017, Bóng đá U19 | Vô địch   |